# Урбар (Рейн-Хунсрюк)
Урбар (нем. Urbar) — община в Германии, в земле Рейнланд-Пфальц.
Входит в состав района Рейн-Хунсрюк. Подчиняется управлению Санкт-Гоар-Обервезель. Население составляет 782 человека (на 31 декабря 2010 года). Занимает площадь 3,55 км².